# Harcourt (Eure)
Harcourt is een gemeente in het Franse departement Eure (regio Normandië). De plaats maakt deel uit van het arrondissement Bernay. Harcourt telde op 1 januari 2022 1.076 inwoners.

## Geografie
De oppervlakte van Harcourt bedroeg op 1 januari 2022 15,2 vierkante kilometer; de bevolkingsdichtheid was toen 70,8 inwoners per km².

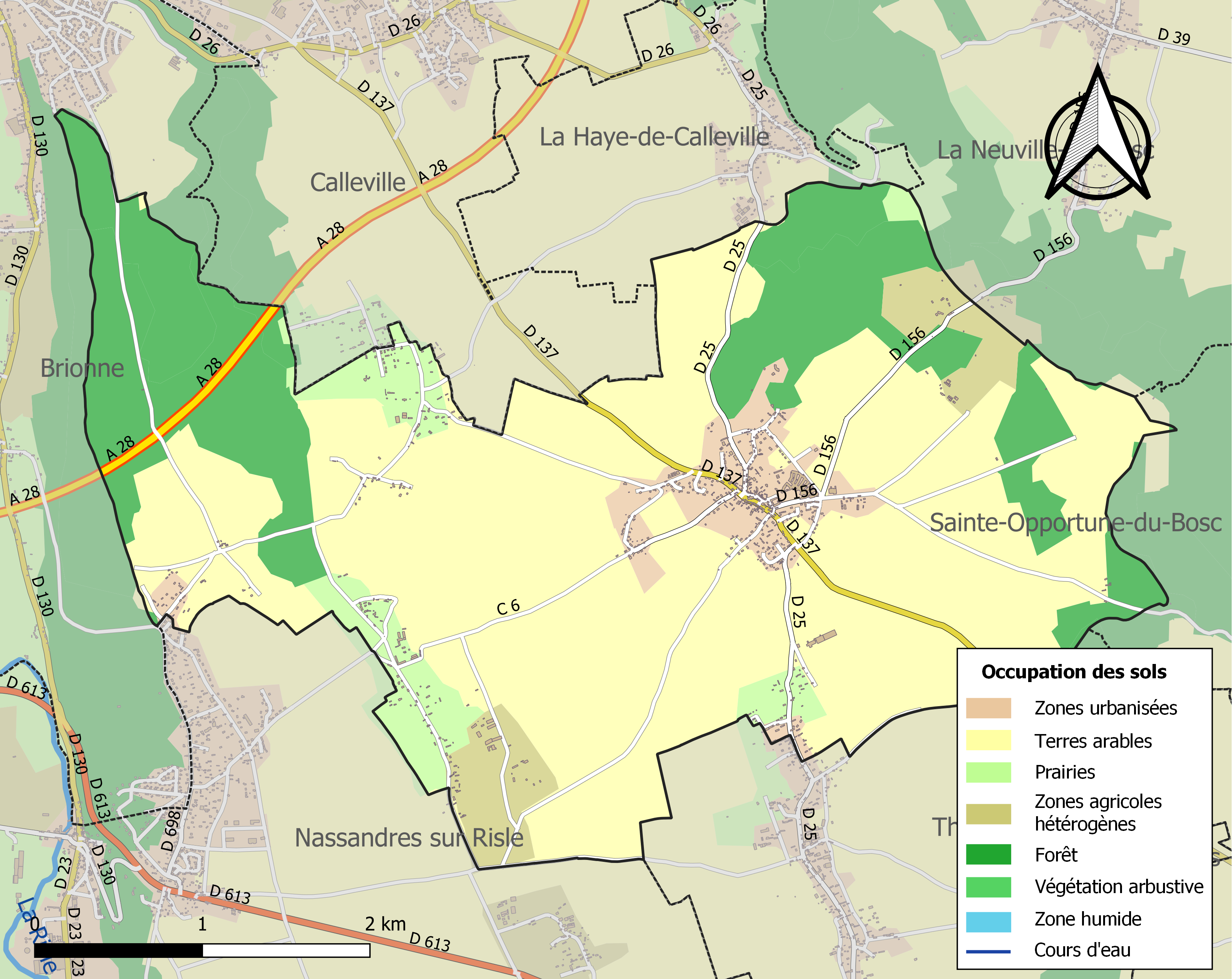
Kaart van de gemeente met belangrijkste infrastructuur, bodemgebruik en omliggende gemeenten

## Demografie
Onderstaande figuur toont het verloop van het inwonertal (bron: INSEE-tellingen).